# Jerry Robinson (football américain, 1956)
Pour les articles homonymes, voir Robinson.
(en) Statistiques sur pro-football-reference
Jerry Dewayne Robinson, né le 18 décembre 1956 à  San Francisco, en Californie, est un joueur américain de football américain qui a été linebacker dans la National Football League (NFL) pendant treize saisons dans les années 1970, 1980 et 1990.
Il a joué au football américain universitaire pour les Bruins de l'université de Californie à Los Angeles (UCLA) et a remporté les honneurs All-American.
Choisi au premier tour de la draft 1979 de la NFL, il a joué professionnellement pour les Eagles de Philadelphie et les Raiders de Los Angeles.

## Jeunesse
Robinson est né à San Francisco, en Californie. Il a fréquenté le lycée Cardinal Newman à Santa Rosa, en Californie, où il a joué pour l'équipe de football américain du lycée.

## Carrière universitaire
Robinson a fréquenté l'université de Californie à Los Angeles (UCLA), où il joue pour les Bruins de 1975 à 1978. Dick Vermeil, son futur entraîneur professionnel, le recrute comme tight end avant d'en faire un linebacker. Il est sélectionné trois fois dans la première équipe All-American (1976, 1977, 1978). Robinson est intronisé au College Football Hall of Fame en 1996.

## Carrière professionnelle
Les Eagles de Philadelphie sélectionnent Robinson au premier tour (21e choix au total) lors de la draft 1979 de la NFL et il joue pour les Eagles de 1979 à 1984. Il est membre des Eagles pour le Super Bowl XV et est choisi pour le Pro Bowl après la saison 1981. Il termine sa carrière dans la NFL avec les Raiders de Los Angeles de 1985 à 1991. Au cours de ses treize saisons dans la NFL, il dispute 184 matchs, dont 147 comme titulaire, il compile douze interceptions et quinze récupérations de fumble.